# 尼奥尔考
尼奥尔考，是匈牙利杰尔-莫雄-肖普朗州所辖的一个村。总面积12.86平方公里，总人口457，人口密度35.5人/平方公里（2011年1月1日）。